# Битиг
Битиг или Битик (кирг. Битик/Битиг, от архаичного варианта киргизского слова «Бычак» — «нож») — традиционная система  правил образования и последовательности фонем, фонологии и орфографии/письменности, а именно гармонии согласных и гласных фонем и аффиксов (приставок, суффиксов, окончаний) — сингармонизма тюркских языков. 

## История
Письменность является основным показателем высокоразвитого общества и одной из основ государственности. Существует две главные гипотезы о происхождении тюркского письма – «битик». Большинство авторов, писавших об этом, предполагают семитское происхождение письменности, унаследованное тюрками через иранские или греческие прототипы («гипотеза заимствования»)
Остальные исследователи приводят аргументы в пользу автохтонного изобретения письма, которое развилось из идеографических или пиктографических знаков, включая тамги («автохтонная гипотеза»)
Обе стороны не исключают взаимного влияния и зависимости обоих источников происхождения. Обе гипотезы не обеспечивают объяснения происхождения всех букв алфавита

## Общие сведения
Главная проблема орфографии новых слов в кыргызском — нарушение сингармонизма согласных. Отсутствие собственного алфавита привело к заимствованию русских правил написания, хотя битик запрещает смешивать согласные разных звукорядов (твердого и заднего: а, о, у, ы; мягкого и переднего: э, ө, ү, и). Следование своим нормам позволило бы легко адаптировать ("окыргызивать") заимствованные слова, избегая необходимости создавать новые 

## Правила
Например, заимствования адаптировались бы фонетически: «компьютер» → «компутур»/«көмпүтүр», «имам» → «ымам»/«ыймам»,
«костюм» → «көстүм»/«костум». Без советского двуязычия и подавления языка такое произношение стало бы нормой, как в японском. Однако соблюдение орфографических правил (битика) требует собственного алфавита, опять же, как в японском языке. Потому, что в битике звучание гласных (будут ли читаться/произноситься как мягкие или твердые) зависит от твёрдых согласных (которые пишутся только с: а, у, о, ы) и мягких согласных (пишутся только с: э, ү, ө, э), которые дают зависимость гласным от самих себя(твёрдых и мягких согласных), а именно каким будет произношение гласных — твёрдым/задним или мягким/передним. Но гласные (и твёрдые/задние и мягкие/передние) независимы от нейтральных согласных звуков, которые универсальны и пишутся вместе со всеми гласными.